# Pueblos indoiranios

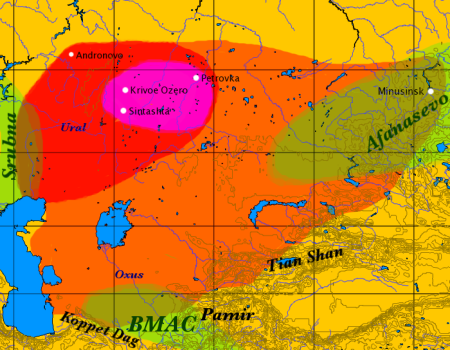
La cultura de Sintashta-Petrovka (rojo), expandida en la cultura de Andrónovo (naranja) en el segundo milenio a. C., traslapada con la civilización del Oxus (verde) en el sur e incluyendo el área de origen de los primeros carros de guerra (rosado)

Los pueblos indoiranios, conocidos también como pueblos indoiránicos entre algunos académicos, y a veces como los arya o arios a partir de cómo se autodenominaban, fueron un grupo de pueblos indoeuropeos que llevó las lenguas indoiranias, una rama mayor de la familia de lenguas indoeuropeas, a extensas áreas de Eurasia durante la segunda mitad del tercer milenio a. C. Con el tiempo, se ramificaron en los pueblos iranios y los pueblos indoarios.

## Nomenclatura
El término ario se ha utilizado históricamente para denotar a los indoiranios, en tanto arya es la autodenominación que usaron los antiguos hablantes de las lenguas indoiranias, específicamente los pueblos iranios e indoarios, conocidos colectivamente como indoiranios. Algunos académicos prefieren actualmente el término indoiranio para referirse a este grupo, mientras que el término "ario" es usado para referirse a los indoiranios por parte de otros académicos como Josef Wiesehofer, Will Durant o Jaakko Häkkinen. El genetista de poblaciones Luigi Luca Cavalli-Sforza, en su libro de 1994 La historia y geografía de los genes humanos, usa también el término ario a la hora de describir a los indoiranios.

## Origen
Por lo general, los antiguos indoiranios son identificados como los descendientes de los protoindoeuropeos conocidos como la cultura de Sintashta y la subsiguiente cultura de Andrónovo dentro del horizonte más amplio de Andrónovo. Su tierra natal es identificada con un área de la estepa euroasiática que limita con el río Ural al occidente, la cordillera de Tian Shan al oriente (donde los indoiranios tomaron el control del área ocupada por la anterior cultura de Afanásievo) y Transoxiana y la cadena montañosa de Hindú Kush al sur.
Con base en su uso por parte de los indoarios en Mitanni y en la India védica, así como su ausencia previa en el Cercano Oriente y en la India de la cultura Harappa, y los testimonios de su presencia durante los siglos XIX y XX a. C., en el sitio de Andrónovo de Sintashta, Kuzmina (1994) afirma que el carro de guerra corrobora la identificación de Andrónovo como indoiranio.Anthony & Vinogradov (1995) fecharon una tumba con carruaje hallada en el lago Krivoye como proveniente de alrededor del año 2000 a. C., y recientemente se ha encontrado un entierro bactria-margiano que contiene también un potro, lo que indica vínculos adicionales con las estepas.
Lingüistas históricos estiman en general que un continuo de lenguas indoiranias probablemente empezó a divergir hacia el año 2000 a. C., si no es que antes, : 38–39 precediendo a las culturas védica e irania. Las formas más antiguas de las que se tenga registro de estas lenguas, el sánscrito védico y el avéstico gático, son notablemente similares, descendientes las dos del idioma protoindoiranio en común. El origen y la fecha más temprana de la relación entre las lenguas nuristaníes y la lengua de los grupos iranios e indoarios no son claros del todo.

## Expansión

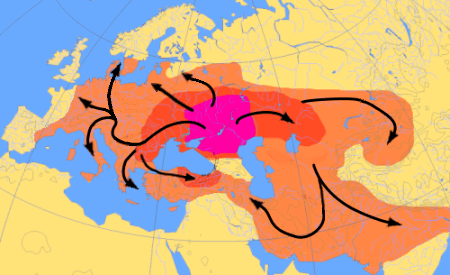
Migraciones indoeuropeas c. 4000 a 1000 a. C., según la hipótesis de los kurganes. El color magenta indica el supuesto Urheimat (cultura de Samara, cultura de Sredny Stog), el rojo el área que puede haber sido colonizada por pueblos de habla indoeuropea hasta c. 2500 a. C., y el naranja el área hasta el 1000 a. C.

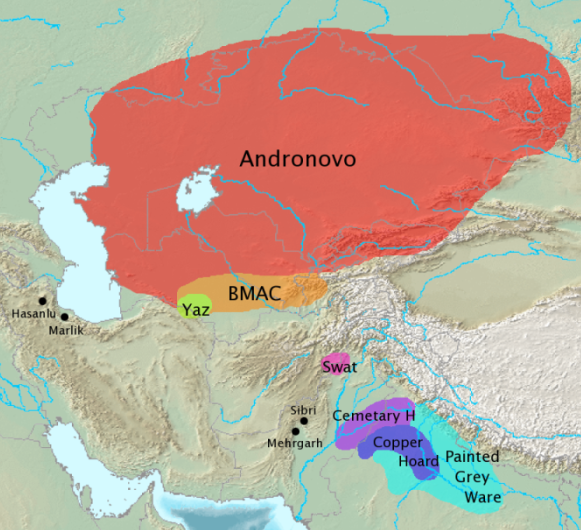
Culturas arqueológicas asociadas con las migraciones indoiranias (según la EIEC). Las culturas de Andrónovo, BMAC y Yaz han sido asociadas a menudo con migraciones indoiranias. Las culturas de las tumbas de Gandhara, del Cementerio H, de Copper Hoard y de la cerámica gris pintada son candidatas a ser culturas asociadas con los movimientos indoarios.

Burrow (1973) y Parpola (1999) han propuesto modelos de dos oleadas de expansión indoirania. Los indoiranios y su expansión están estrechamente asociados con la invención protoindoeuropea del carro de guerra. Se asume que esta expansión se propagó desde la patria protoindoeuropea al norte del mar Caspio hacia el sur, hasta el Cáucaso, Asia central, la meseta iraní y el subcontinente indio. Se expandieron también a Mesopotamia y Siria, e introdujeron  en esta parte del mundo la cultura de los caballos y los carros de guerra.

### Primera oleada - Indoarios

#### Los Mitanni de Anatolia
Los mitanni, un pueblo conocido en el Anatolia oriental desde aproximadamente el año 1,500 a. C., tenían posiblemente orígenes mixtos: una mayoría de habla hurrita estaba supuestamente dominada por una élite indoaria no anatolia. : 257  Existe evidencia lingüística a favor de tal superestrato, en la forma de:
- un manual de entrenamiento de caballos escrito por un mitanní de nombre Kikkuli, que era usado por los hititas, un pueblo indoeuropeo de Anatolia
- los nombres de gobernantes mitanni
- los nombres de dioses invocados por estos gobernantes en sus tratados

En particular, el texto de Kikkuli incluye palabras como aika "uno" (un cognado del indoario eka), tera "tres" (tri), panza "cinco" (pancha), satta "siete", (sapta), na "nueve" (nava) y vartana "dar la vuelta", en el contexto de una carrera de caballos (en indoario vartana). En un tratado entre los hititas y los mitanni, se invocan las deidades ashuin Mitra, Váruna, Indra y Nasatya. Estos préstamos lingüísticos tienden a conectar el superestrato mitanní con las lenguas indoarias más que con las lenguas iranias. Por ejemplo, la palabra irania temprana para "uno" era aiva.

#### Subcontinente indio - cultura védica
El modelo estándar sobre la entrada de las lenguas indoeuropeas en el subcontinente indio es que esta primera oleada pasó sobre la cordillera de Hindú Kush, hacia las cabeceras del Indo y posteriormente hacia el Ganges. El estrato más antiguo de sánscrito védico, que se conserva únicamente en el Rigveda, ha sido datado aproximadamente al 1500 a. C. : 258  Desde el Indo, las lenguas indoarias se expandieron entre aproximadamente los años 1500 a 500 a. C., sobre las áreas del norte y centro del subcontinente, sin llegar al extremo sur. Los indoarios de estas áreas establecieron varios reinos y principados poderosos en la región, desde el sureste de Afganistán hasta las puertas mismas de Bengala. Los más poderosos de estos reinos fueron el reino post-rigvédico de Kuru (en Kurukshetra y el área de Delhi) y sus aliados los Pañcālas más al oriente, como también el reino de Gandhara y posteriormente, alrededor de la época en la que vivió Buda, el reino de Kosala y el reino de Magadha que se expandió rápidamente. Este último se mantuvo hasta el siglo IV a. C., cuando fue conquistado por Chandragupta Maurya y pasó a ser el centro del imperio Maurya.
En el oriente de Afganistán y el suroccidente de Pakistán, cualesquiera lenguas indoarias que allí se hablasen fueron eventualmente desplazadas por las lenguas iranias. La mayoría de lenguas indoarias, sin embargo, fueron y aún siguen siendo prominentes en el resto del subcontinente indio. En la actualidad, se hablan idiomas indoarios en India, Pakistán, Bangladés, Nepal, Sri Lanka, Fiji, Surinam y Maldivas.

### Segunda oleada - iranios
La segunda oleada se interpreta como la oleada irania. : 42–43 Los primeros iranios en llegar al Mar Negro pueden haber sido los cimerios en el siglo VIII a. C., si bien su afiliación lingüística es incierta. Fueron seguidos por los escitas, que son considerados una rama occidental de los sacas de Asia central. Tribus sármatas, de las cuales las más conocidas son las de los roxolanos, yacigios y alanos, siguieron a los escitas hacia el occidente hacia Europa a finales del siglo I a. C. y en los siglos I y II d. C. (la era de las grandes migraciones). Los primeros gobernantes de Persia en el período aqueménida sabían de la populosa tribu sármata de los masagetas, quienes vivían cerca del mar Caspio. En su punto de mayor extensión, al menos el reportado, alrededor del siglo I d. C., las tribus sármatas se extendían desde el río Vístula hasta la desembocadura del Danubio y hacia el oriente hasta el Volga, bordeando las costas de los mares Negro y Caspio, así como el Cáucaso al sur. En el oriente, los Sacas ocuparon varias áreas en Sinkiang, desde Jotán hasta Tumshuke.
Los medos, persas y partos empiezan a aparecer en la meseta iraní desde c. 800 a. C., y los aqueménidas reemplazaron al gobierno elamita desde el 559 a. C. Alrededor del primer milenio de la era común, grupos iranios empezaron a asentarse en el borde oriental de la meseta iraní, en la frontera montañosa del noroccidente y occidente de Pakistán, desplazando a los indo-arios anteriores del área.
En Europa oriental, los iranios fueron eventualmente asimilados de manera decisiva (véase p. ej., la eslavización) y absorbidos por la población proto-eslava de la región, mientras que en Asia Central, las lenguas túrquicas marginaron a las lenguas iranias como resultado de la expansión túrquica de los primeros siglos de la era común. Las principales lenguas iranias aún existentes son el persa, el pastún, el kurdo y el baluchi, además de numerosas lenguas más pequeñas. El osetio, que se habla principalmente en Osetia del Norte y  Osetia del Sur, es un descendiente directo del alánico, y por tanto el único idioma sármata superviviente del continuo de dialecto iranio del oriente que alguna vez fue amplio y que se extendía desde Europa oriental hasta las partes orientales de Asia Central.

## Arqueología
Entre las culturas arqueológicas asociadas con la expansión indoirania se encuentran:
- Europa
  - Cultura de Poltavka (2700-2100 a. C.)
- Asia Central
  - Horizonte de Andrónovo (2200-1000 a. C.)
    - Sintashta-Petrovka-Arkaim (2200-1600 a. C.)
    - Alakul (2100-1400 a. C.)
    - Fedorovo (1400-1200 a. C.)
    - Alekseyevka (1200-1000 a. C.)

  - Complejo arqueológico Bactria-Margiana (2200-1700 a. C.)
  - Cultura de Srubna (2000-1100 aC)
  - Cultura de Abáshevo (1700-1500 a. C.)
  - Cultura Yaz (1500-1100 aC)
- Subcontinente indio
  - Cultura del cementerio H (1900-1300 a. C.)
  - Cultura Swat (1600-500 aC)
  - Cultura de la cerámica gris pintada (1100-350 a. C.)
- Irán
  - Cerámica gris irania occidental temprana (1500-1000 a. C.)
  - Cerámica buff tardía del occidente de Irán (900-700 aC)

Parpola (1999) sugiere las siguientes identificaciones:
| rango de fechas | cultura arqueológica                                           | identificación sugerida por Parpola |
| --------------- | -------------------------------------------------------------- | --- |
| 2800-2000 a. C. | culturas tardías de las catacumbas y Poltavka                  | Protoindoerupeas tardías a protoindoiranias                                                                                                   |
| 2000-1800 a. C. | Culturas de Srubna y de Abáshevo                               | Protoiranias |
| 2000-1800 a. C. | Petrovka-Sintashta                                             | Protoindoarias |
| 1900-1700 a. C. | BMAC                                                           | Indoarias "proto-dasa" que se establecen en los asentamientos BMAC existentes, derrotados por indoarops "proto-rigvédicos " alrededor de 1700 |
| 1900-1400 a. C. | del Cementerio H                                               | India Dasa |
| 1800-1000 a. C. | Alakul-Fedorovo                                                | Indoarias, incluyendo "proto-sauma-arios" que practicaban el culto de la Soma                                                                 |
| 1700-1400 a. C. | cultura de Swat temprana                                       | Protorigvédicas = Proto-dárdicas |
| 1700-1500 a. C. | de BMAC tardía                                                 | "Proto-sauma-dasa", asimilación de proto-dasa y proto-sauma-arias                                                                             |
| 1500-1000 a. C. | de cerámiaca gris irania occidental temprana                   | Mitanni -Aria (rama de la "proto-sauma-dasa")                                                                                                 |
| 1400-800 a. C.  | cultura de Swat tardía y Punjab, cerámica gris pintada         | rigvédica tardía |
| 1400-1100 a. C. | de Yaz II-III, Seistan                                         | Proto-avéstica |
| 1100-1000 a. C. | Cerárica beige gurgan, cerámica beige irania occidental tardía | Protopersa, Protomedia |
| 1000–400 a. C.  | Culturas de la Edad del Hierro de Sinkiang                     | Protosacas |

## Lengua

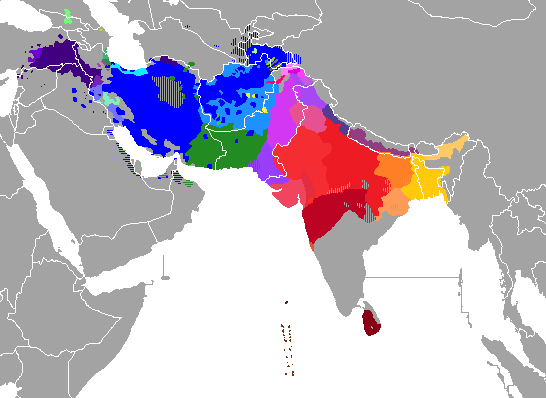
Lenguas indoiranias

La lengua indoeuropea hablada por los indoiranios a finales del tercer milenio antes de la era común, era una lengua satem que aún no se había alejado demasiado del idioma protoindoeuropeo, y que a su vez, solo se había separado hacía unos pocos siglos del sánscrito védico del Rigveda. El principal cambio fonológico que separa al protoindoiranio del protoindoeuropeo es el colapso de las vocales ablactoras *e, *o, *a en una sola vocal, protoindoiraní *a (pero véase la ley de Brugmann). La ley de Grassmann y la ley de Bartholomae también estaban completas en protoindoiranio, así como la pérdida de las labiovelares (kw, etc.) a k, y el cambio del indoeuropeo oriental (satem) de la k 'palatizada a la ć, como en el protoindoeuropeo *k'ṃto-> Indoiranio * ćata-> sánscrito śata-, antiguo iranio sata, "100".
Entre los cambios de sonido del protoindoiranio al indoario está la pérdida de la *z l sibilante sonora, y entre los del iranio está la desaspiración de los aspirados sonoros del protoindoeuropeo (PIE).

## Religión
A pesar de la introducción de escrituras hindúes y zoroástricas posteriores, los indoiranios compartían una herencia común de conceptos entre los que estaban la fuerza universal *Hṛta- (en sánscrito rta, en avéstico asha), la planta sagrada y su bebida *sawHma- (en sánscrito soma, en avéstico haoma) y dioses de orden social como *mitra- (en sánscrito Mitra, en avéstigo y persa antiguo Mithra, Miϑra ) y *bʰaga- (en sánscrito Bhaga, Avestan y en persa antiguo Baga). La religión protoindoirania es una rama arcaica de la religión indoeuropea. A partir de las diversas y dispersas culturas indoiranias, es posible reconstruir un conjunto de ideas comunes de las que se puede deducir una fuente protoindoirania común de la que no queda evidencia.
La religión preislámica del pueblo Nuristaní y la religión aún existente del pueblo Kalasha, se basan principalmente en la religión original de los indoiranios, algo de la cual se comparte con el sintoísmo, una de las religiones nacionales de Japón, que tiene alguna influencia indoirania debido al contacto presuntamente en las estepas de Asia Central alrededor del año 2000 a. C. En el sintoísmo, se pueden ver rastros de estos en el mito del dios de la tormenta Susanoo quien mata a la serpiente Yamata-no-Orochi y en el mito de la diosa del amanecer Ame-no-Uzume.

### Desarrollo
Las creencias se desarrollaron de diferentes maneras a medida que las culturas se separaron y evolucionaron. Por ejemplo, la cosmo-mitología de los pueblos que permanecieron en las estepas en Asia Central y en la meseta iraní es diferente en gran medida a la de los indios, más centrada en grupos de deidades (*daiva y *asura) y menos en las divinidades individualmente.[cita requerida] Los indios fueron menos conservadores[cita requerida]que los iraníes en su tratamiento de las divinidades, de manera que algunas deidades se fusionaron con otras o, por el contrario, aspectos de una única divinidad se separaron en divinidades diferentes. Para la época de Zoroastro, la cultura irania también había estado sujeta a las agitaciones de la Era Heroica irania (finales de la Edad del Bronce irania, 1800-800 a – C.[cita requerida]), una influencia a la que no se vieron expuestos los indoarios.[cita requerida]
A veces, ciertos mitos se desarrollaron de formas completamente diferentes. La Sarasvatirigvédica es lingüística y funcionalmente un cognado de la avéstica *Haraxvaitī Ārəduuī Sūrā Anāhitā[cita requerida]. En el Rigveda (6,61,5–7) lucha contra una serpiente llamada Vritra, que ha acaparado toda el agua de la Tierra. En contraste, en las primeras partes del Avesta, la irania *Harahvati es el río mundial que fluye desde el mítico Monte Hara central. *Harahvati, sin embargo, no va a la batalla: está bloqueada por un obstáculo (en avéstico: vərəϑra, obstáculo) colocado allí por Angra Mainyu.

## Genética
R1a1a (R-M17 o R-M198) es el subclado más comúnmente asociada con hablantes indoeuropeos. La mayoría de discusiones supuestamente sobre los orígenes del R1a son en realidad acerca de los orígenes del subclado dominante R1a1a (R-M17 o R-M198). Los datos recolectados hasta ahora indican que hay dos áreas de alta frecuencia ampliamente separadas, una en el norte del subcontinente indio y la otra en Europa oriental, alrededor de Polonia y Ucrania.[cita requerida] Las posibles razones históricas y prehistóricas de esto son asunto de discusión y atención continua entre genetistas de poblaciones y genealogistas genéticos, y se consideran así mismo de potencial interés para lingüistas y arqueólogos.
De los 10 restos masculinos humanos asignados al horizonte de Andrónovo de la región de Krasnoyarsk, 9 poseían el haplogrupo de cromosoma Y R1a y un haplogrupo C-M130 (xC3). Haplogrupos de ADNmt de nueve individuos asignados al mismo horizonte y región de Andrónovo fueron: U4 (2 individuos), U2e, U5a1, Z, T1, T4, H y K2b.
Un estudio de 2004 estableció también que durante el período de la Edad de Bronce/Edad de Hierro, la mayoría de la población de Kazajistán (parte de la cultura de Andrónovo durante la Edad del Bronce) era de origen euroasiático occidental (con haplogrupos de ADNmt tales como U, H, HV, T, I y W), y que antes de los siglos XIII-VII a. C., todas las muestras kazajas pertenecían a linajes europeos.